# Kommissar des Königs

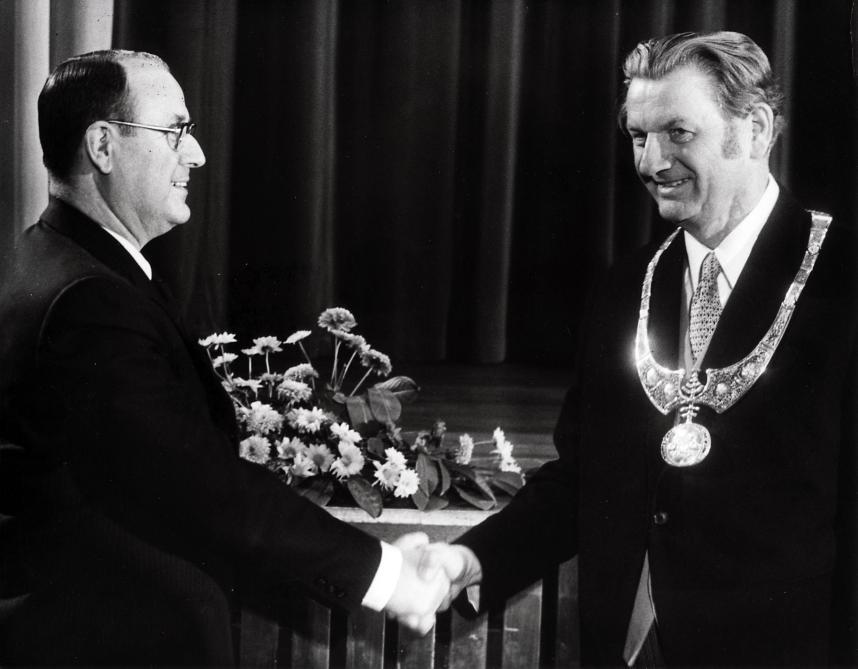
Professor R. Kranenburg (links), der Kommissar der Königin in der Provinz Noord-Holland, ernennt den Bürgermeister von Zaanstad, R. Laan (PvdA), 1974

Der Kommissar oder Beauftragte des Königs (niederländisch: Commissaris van de Koning, kurz CvK oder CvdK; vor 2013 Commissaris van de Koningin) steht im politischen System der Niederlande an der Spitze einer Provinz. Das eigentliche Leitungsorgan ist das college van Gedeputeerde Staten, dessen Vorsitzender er ist. Seine Kollegen in diesem Organ sind die Deputierten, die vom Provinziallandtag Provinciale Staten gewählt werden. Auch dem Provinziallandtag sitzt der Kommissar vor. Der Kommissar vertritt ferner innerhalb der Provinz das Reich, also die nationale Ebene des niederländischen Staates.

## Geschichte
Bis 1850 hieß der Titel Gouverneur des Konings, wie man inoffiziell immer noch in der Provinz Limburg sagt. Während der deutschen Besatzung (1940–1945) wurden fast alle Kommissare der Königin entlassen, der Titel hieß in dieser Zeit Commissaris der Provincie. Die frühere Form des Titels, Commissaris der Koningin, wird seit den 1980er-Jahren verstärkt ersetzt durch Commissaris van de Koningin. Durch den Thronwechsel im April 2013 von Beatrix zu Willem-Alexander wurde daraus der Commissaris van de Koning.
Ursprünglich war der Gouverneur nach Staatsgründung 1814 ein reiner Vertreter des Königs in der Provinz, der die Politik der Provinz dominierte. Der Gouverneur vertrat allerdings auch seine Provinz und deren Interessen auf Regierungsebene. Mit der Ausbreitung der Staatstätigkeiten vom Obrigkeits- zum Sozialstaat wurde das Auftreten des Gouverneurs weniger repressiv, weniger auf die Aufrechterhaltung von Ruhe und Ordnung ausgerichtet. Er begann, sich mehr mit der Provinz zu identifizieren. Anstatt die Provinzleitung zu beaufsichtigen, spielte er immer mehr die Rolle des politischen Wegbereiters. Ein Provinzialorgan ist der Kommissar erst seit einer Änderung des Gesetzes über die Provinzen im Jahre 1962. Er wurde zum Vermittler zwischen den Verwaltungsebenen.

## Ernennung und Amt
Der Kommissar des Königs wird von der niederländischen Regierung ernannt, de facto vom Innenminister. Eine Amtsperiode dauert sechs Jahre mit der Möglichkeit der Erneuerung. Nur die Regierung kann den Kommissar entlassen, es ist aber auch nicht unüblich, dass ein Kommissar aus Gründen der persönlichen Karriereplanung zurücktritt.
Häufig handelt es sich um ein ehemaliges Regierungsmitglied, einen höheren Beamten, Universitätsrektor, Parlamentarier oder Bürgermeister. Die Regierung berücksichtigt bei der Ernennung in etwa die politische Machtverteilung im nationalen Parlament. Im Mai 2014 gehörten vier Kommissare den Christdemokraten an, ebenfalls vier den Rechtsliberalen, drei den Sozialdemokraten und einer den Linksliberalen.
Es haben sich politische Erbhöfe gebildet. Die Provinz Friesland beispielsweise hat seit dem Zweiten Weltkrieg mit einer Ausnahme nur Politiker der rechtsliberalen VVD als Kommissar gehabt. In katholischen Provinzen wie Noord-Brabant, Overijssel und Limburg ist der Kommissar ein KVP- bzw. heutzutage CDA-Politiker, in Noord-Holland und Drenthe ein Sozialdemokrat. Eine größere Abwechslung der politischen Farbe nach gab es etwa in der Provinz Utrecht. Da die politische Mehrheit im Provinzparlament nur teilweise von Bedeutung ist, kommen manchmal auch Politiker kleinerer Parteien wie D66 zum Zuge.
Die Befugnisse und Aufgaben des Kommissars sind teilweise provinzialer Art, so ist er Vorsitzender des Provinzparlaments und der Provinzregierung. Andere kennzeichnen ihn als Funktionär des Reichs: Er bereitet amtliche Besuche (zum Beispiel des Königs) in der Provinz vor, empfiehlt Kandidaten für das Bürgermeisteramt und ist verantwortlich für Sicherheit und öffentliche Ordnung.

## Einordnung und Kritik
Der Kommissar des Königs ist nicht mit einem deutschen Ministerpräsidenten zu vergleichen, sondern eher mit einem Präsidenten eines Regierungsbezirkes innerhalb eines deutschen Bundeslandes. Die Provinzen sind keine Gliedstaaten und haben deutlich weniger Befugnisse als ein Bundesland.
Anders als beim Bürgermeisteramt, das in den Niederlanden ebenfalls durch Ernennung besetzt wird, ist die Einsetzung des Kommissars kaum umstritten. Doch 2005 veröffentlichte eine Zeitung die zahlreichen Nebenjobs der Kommissare. Diese lehnten es ab, in Zukunft ihre Nebenjobs anzugeben, einige meinten, der anspruchsvolle Posten lasse keinen Raum für Nebenjobs.

## Liste
| Provinz       | Name             | Partei    | Ernannt am         |
| ------------- | ---------------- | --------- | ------------------ |
| Groningen     | René Paas        | CDA       | 18. April 2016     |
| Friesland     | Arno Brok        | VVD       | 1. März 2017       |
| Drenthe       | Jetta Klijnsma   | PvdA      | 1. Dezember 2017   |
| Overijssel    | Andries Heidema  | CU        | 11. Juli 2018      |
| Flevoland     | Arjen Gerritsen  | VVD       | 1. November 2023   |
| Gelderland    | Daniël Wigboldus | parteilos | 19. März 2025      |
| Utrecht       | Hans Oosters     | PvdA      | 1. Februar 2019    |
| Noord-Holland | Arthur van Dijk  | VVD       | 1. Januar 2019     |
| Zuid-Holland  | Wouter Kolff     | VVD       | 4. September 2024  |
| Zeeland       | Hugo de Jonge    | CDA       | 15. September 2024 |
| Noord-Brabant | Ina Adema        | VVD       | 1. Oktober 2020    |
| Limburg       | Emile Roemer     | SP        | 1. Dezember 2021   |

Stand Juni 2025

## Belege
1. ↑  Jan Wilhelmus Janssens: De Commissaris van de Koningin. Historie en functioneren. Diss. Leiden, Leiden 1992, S. 391/392.
2. ↑  Jan Wilhelmus Janssens: De Commissaris van de Koningin. Historie en functioneren. Diss. Leiden, Leiden 1992, S. 392.
3. ↑  Commissarissen verdienen flink bij In: Leidsch Dagblad, 2. Februar 2005, abgerufen am 3. Dezember 2022.
4. ↑  Commissarissen van de Koning. In: Rijksoverheid.nl. Ministerie van Algemene Zaken, 2025, abgerufen am 5. Juni 2025 (niederländisch).